# Dia Internacional para a Erradicação da Pobreza
Dia Internacional para a Erradicação da Pobreza é uma celebração internacional comemorada todos os anos em 17 de outubro em todo o mundo. A primeira comemoração do evento ocorreu em Paris, França, em 1987, quando 100 000 pessoas se reuniram na Praça dos Direitos Humanos e Liberdades em Trocadéro para homenagear as vítimas da pobreza, fome, violência e medo na inauguração de uma pedra comemorativa do Padre Joseph Wresinski, fundador do Movimento Internacional ATD Quarto Mundo. Em 1992, quatro anos após a morte de Wresinski, a Organização das Nações Unidas designaram oficialmente 17 de outubro como o Dia Internacional para a Erradicação da Pobreza.

## Propósito e filosofia
No início de sua carreira como ativista, Wresinski reconheceu que os governos tendiam a ignorar a situação daqueles que viviam na pobreza, levando a sentimentos de rejeição, vergonha e humilhação. Como resultado, um dos principais objetivos do dia é reconhecer as lutas dos pobres e fazer com que suas vozes sejam ouvidas por governos e cidadãos comuns. A participação das pessoas mais pobres é um aspecto importante da observância do dia.
Onde quer que homens e mulheres sejam condenados a viver em extrema pobreza, os direitos humanos são violados. Reunir-se para garantir que esses direitos sejam respeitados é nosso dever solene.— Joseph Wresinski, texto gravado na pedra comemorativa original em Paris.